# Abd al-Mumin
Abd al-Mumin ibn Ali (arab. عبد المؤمن بن علي الكومي = Abd al-Mumin ibn Ali al-Kumi, ur. ok. 1094 k. Nidrumy w pobliżu Tilimsan, zm. 1163 w Sali) – arabski władca, założyciel dynastii Almohadów, kalif Maroka. Podporządkował sobie Marrakesz (1147), a później całą Afrykę Północną.

## Wczesne lata
Urodził się w rodzinie ubogiego garncarza. Uczył się w szkole języka arabskiego i studiował kwestie religijne. Około roku 1117 wyruszył na wschód celem pogłębienia swoich studiów. Poznał wówczas uważającego się za mahdiego religijnego nauczyciela Ibn Tumarta. Został jednym z jego wyznawców i stał się wkrótce jednym z jego najbliższych współpracowników. W 1119 roku Ibn Tumart wypowiedział posłuszeństwo panującej wówczas w Maroku dynastii Almorawidów i wraz ze swoimi zwolennikami wycofał się w góry Atlas, gdzie stworzył podstawy państwa Almohadów. Wkrótce potem rozpoczął zbrojne działania przeciwko Almorawidom. W 1130 roku Ibn Tumart zmarł, a Abd al-Mumin został ogłoszony almohadzkim kalifem. 

## Walka z Almorawidami
Najważniejszym celem nowego kalifa była kontynuacja walki przeciw Almorawidom. Jego działania cechowała cierpliwość, pracowitość i bezwzględność. W ciągu piętnastu lat walk uzyskał stopniowo kontrolę nad Atlasem Wysokim, Atlasem Średnim i Rifem. W 1145 roku na tyle już umocnił swoją pozycję, iż postanowił podjąć próbę ostatecznego złamania potęgi wroga. Dowodzeni przez niego Almohadzi zaczęli stopniowo posuwać się na zachód wzdłuż wybrzeży Maroka. W 1147 roku zdobyli Marrakesz, urządzając rzeź wśród obrońców miasta. Abd al-Mumin przekształcił je w swoją stolicę. Bezwzględnie rozprawiał się ze swoimi przeciwnikami politycznymi i religijnymi.

## Polityka podbojów
W ciągu dwudziestu lat od zajęcia Marrakeszu, armie Abd al-Mumina przemierzały północną Afrykę zdobywając po kolei Konstantynę (rok 1151), Tunis (rok 1158) i Trypolis (rok 1159). W 1160 roku Almohadzi panowali już nad całą północną Afryką na zachód od Egiptu i znaczną częścią muzułmańskiej Hiszpanii. Abd al-Mumin zmarł w 1163 roku. Jego następcy kontynuowali rozpoczętą przez niego politykę.